# بوساور
بوساور (به انگلیسی: Bhusawar) یک منطقهٔ مسکونی در هند است که در بخش بهاراتپور واقع شده‌است. بوساور۳۰ کیلومتر مربع مساحت و ۱۹٬۹۴۶ نفر جمعیت دارد.